# 4722 Agelaos
4722 Agelaos је Јупитеров тројански астероид чија средња удаљеност од Сунца износи 5,214 астрономских јединица (АЈ).
Апсолутна магнитуда астероида је 9,7.